# Hesperencyrtus gordhi
Hesperencyrtus gordhi är en stekelart som först beskrevs av Fatma och Shafee 1989.  Hesperencyrtus gordhi ingår i släktet Hesperencyrtus och familjen sköldlussteklar. Inga underarter finns listade i Catalogue of Life.